# Reducció de Meerwein-Ponndorf-Verley
La reducció de Meerwein-Ponndorf-Verley (MPV) en química orgànica és la reducció de cetones i aldehids als seus corresponents alcohols utilitzant la catàlisi d'alumini alcòxid en la presència d'un alcohol. Aquesta reducció té una alta quimioselectivitat i fa servir un metall catalitzador barat i respectuós amb el medi ambient.
La reducció MPV va ser descoberta per Meerwein i Schmidt, i de manera separada per Verley el 1925. an descobrir que una mescla d'etòxid d'alumini i etanol podia reduir els aldehids als seus alcohols.